# 자이톈린
자이톈린(중국어: 翟天临, 병음: Zhái Tiānlín, 한자음: 적천임, 1987년 2월 15일 ~ )은 중국의 배우이다. 칭다오시 출신.

## 방송
- 군사연맹
- 백록원
- 대당가
- 난릉왕
- 심출